# Eksterytorialna autostrada Wiedeń – Wrocław
Eksterytorialna autostrada Wiedeń – Wrocław (niem. Reichsautobahn Wien–Breslau) – planowana autostrada Rzeszy o długości około 320 km, mająca połączyć te dwa miasta, przebiegając przez terytorium Czechosłowacji (Protektorat Czech i Moraw).
Według niemieckiej numeracji droga miała być oznaczona jako Reichsautobahn 88, zaś w Czechach jest potocznie określana nazwą Hitlerova dálnice.
Wytyczenie eksterytorialnej autostrady przez teren Drugiej Republiki Czechosłowackiej zostało wymuszone przez III Rzeszę w następstwie układu monachijskiego i wcześniejszego Anschlussu Austrii. Prace przygotowawcze rozpoczęły się w grudniu 1938 i zostały przyśpieszone po utworzeniu Protektoratu Czech i Moraw w marcu 1939.
Budowa ruszyła 11 kwietnia 1939 i trwała do 30 kwietnia 1942. Przerwano ją z powodu jeszcze większego niż do tej pory skupienia  gospodarki III Rzeszy na produkcję wojenną. Materiały budowlane stały się luksusem, bo służyły głównie do budowy bunkrów i innego rodzaju umocnień. Intensywne roboty budowlane wykonywano tylko na terytorium Protektoratu, na odcinku o długości 83 km. W ich ramach wykonano wiele prac ziemnych i obiektów autostradowych (wiadukty, przepusty), lecz nie zdążono położyć nawierzchni.
Po wojnie budowy nie kontynuowano, poza krótkim odcinkiem w okolicach Brna (nieopodal Toru wyścigowego im. Masaryka), który dokończono jako drogę lokalną (ulica Stará dálnice, od miejscowości Veselka w gminie Troubsko do dzielnicy Brno-Bystrc). Pozostałości budowy można obecnie znaleźć na odcinku od Medlova na południe od Brna do Městečka Trnávki49°42′42″N 16°43′04″E/49,711667 16,717778. Na południe od Brna na szlaku tym zbudowano autostradę D52.

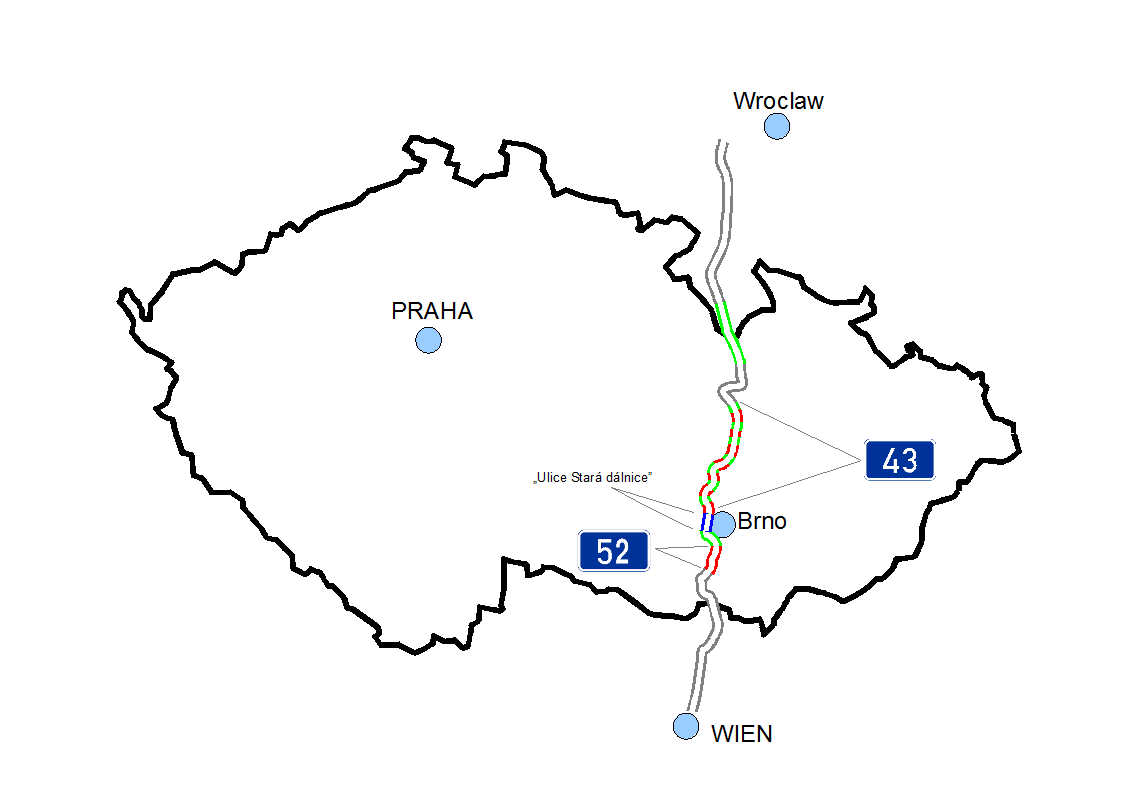
Mapa przebiegu autostrady przez terytorium Czech. Odcinki gdzie pokrywa się z drogami ekspresowymi R43 i R52 zaznaczone na czerwono, ukończony odcinek drogi w okolicach Brna na niebiesko
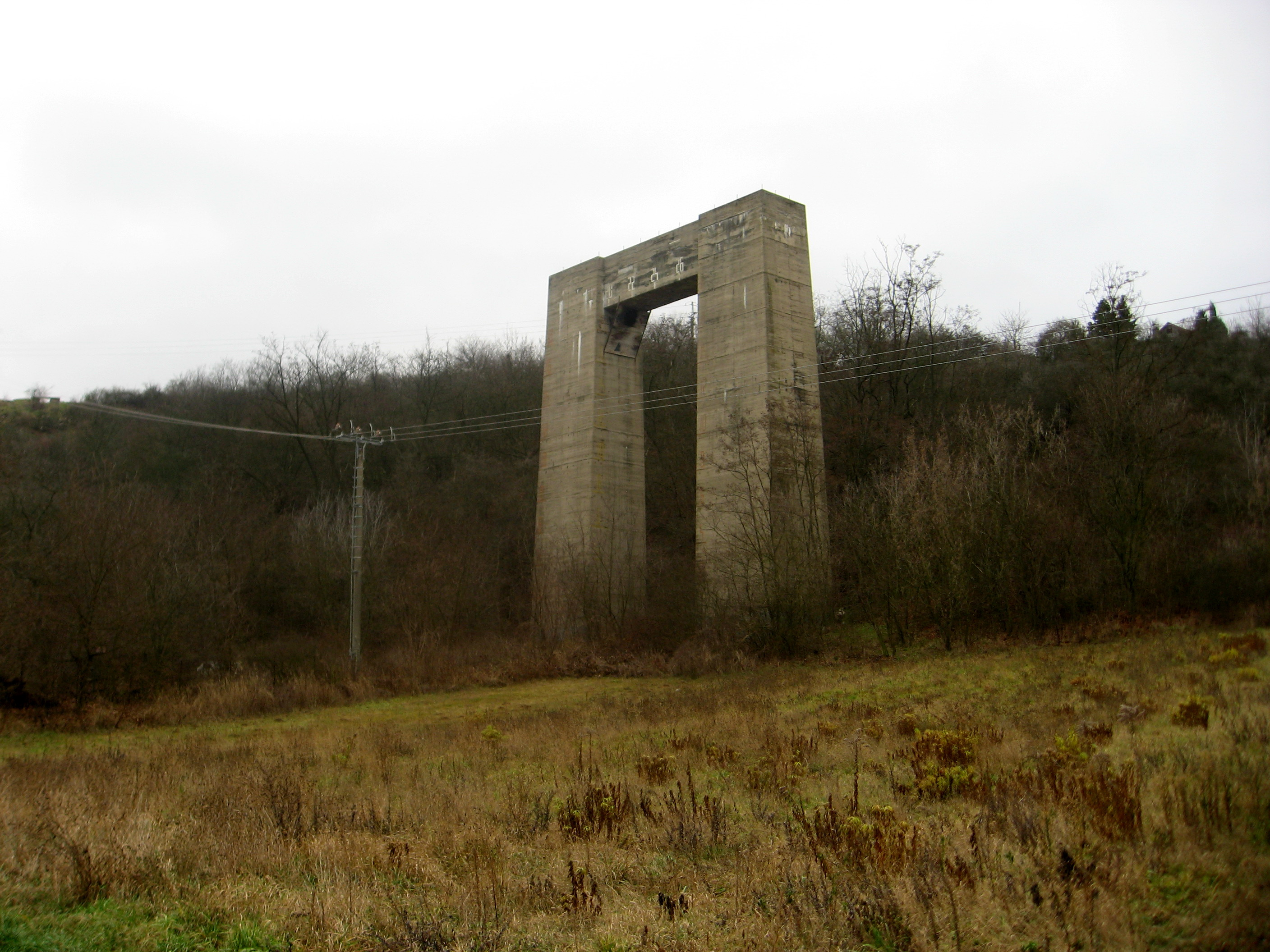
Filar niedokończonego mostu w okolicach Brna 49°13′59,736″N 16°31′17,501″E/49,233260 16,521528
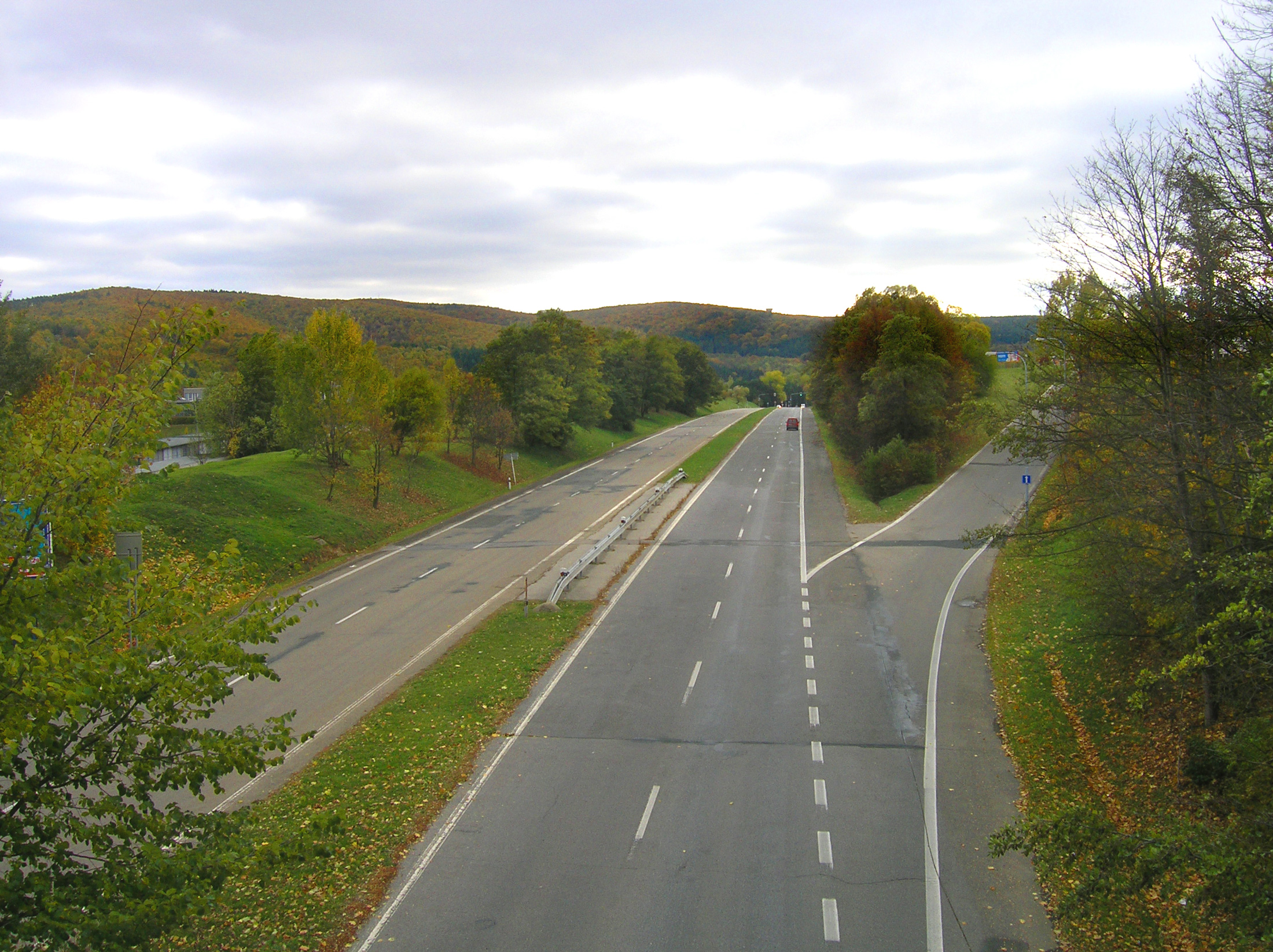
Fragment w okolicach Brna, dokończony po wojnie jako droga lokalna
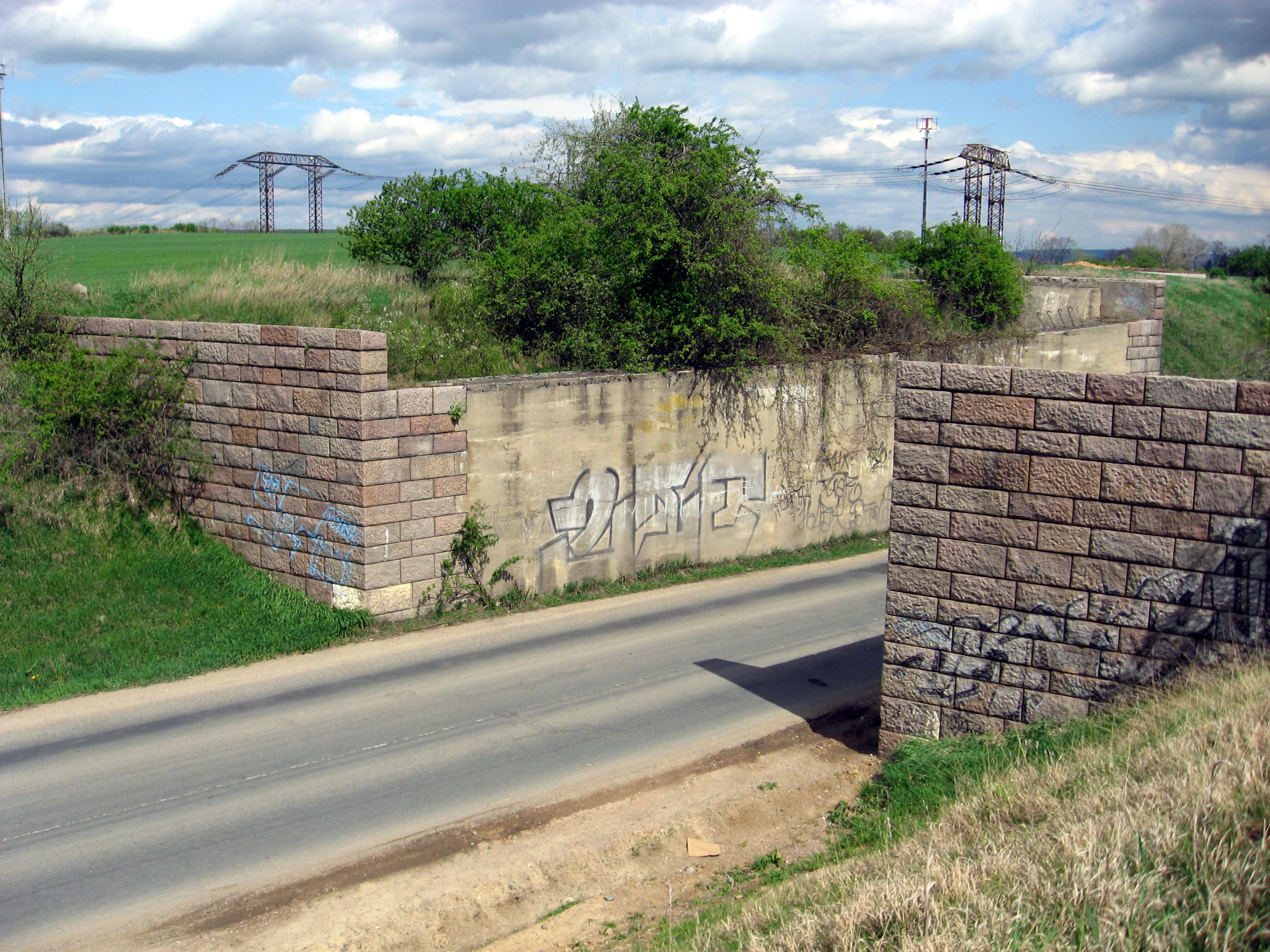
Niedokończony wiadukt autostradowy niedaleko Nebovid 49°08′38,36″N 16°33′26,42″E/49,143990 16,557340
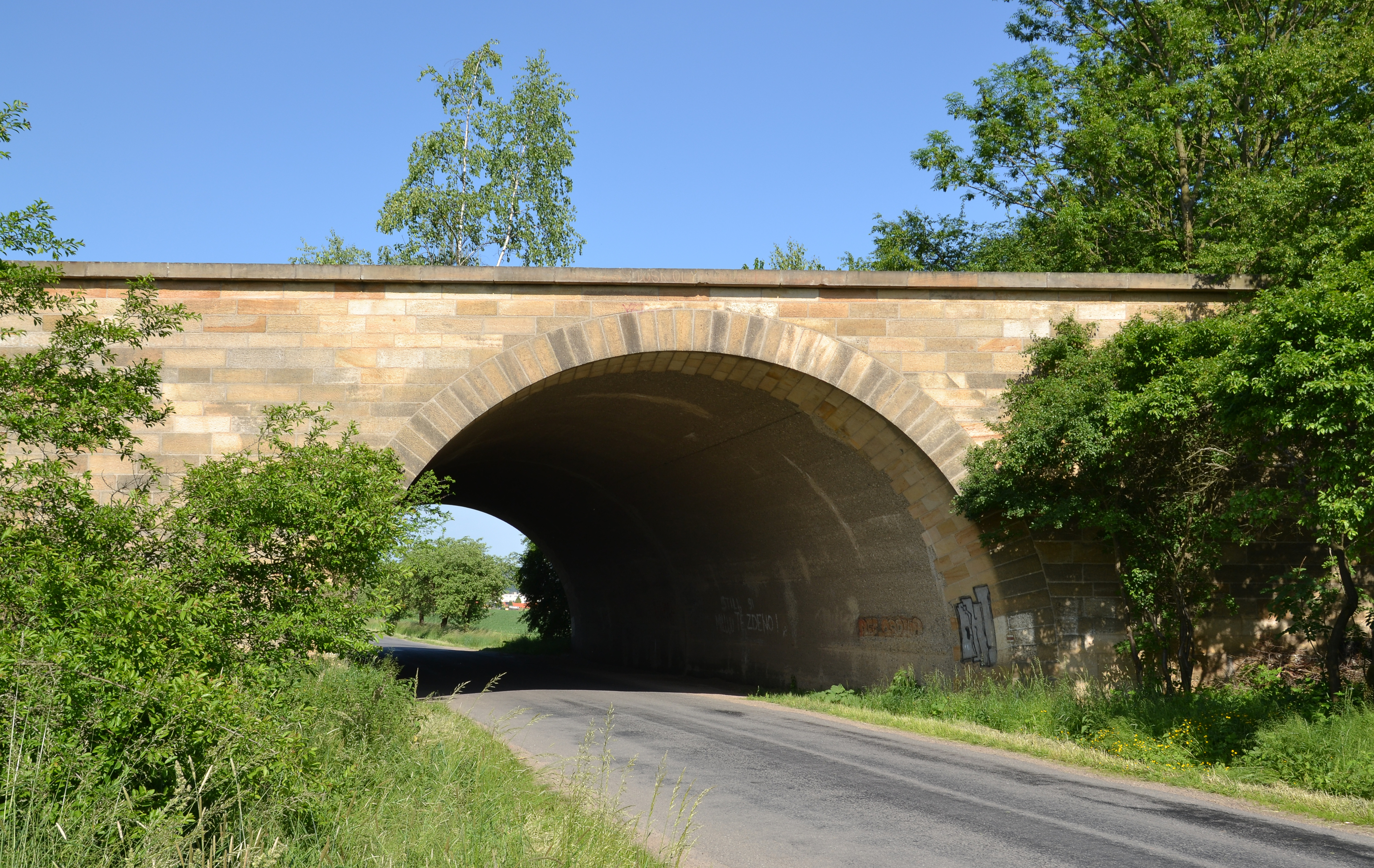
Wiadukt autostrady w okolicach miejscowości Jevíčko